# Azərbaycan Kuboku 2004-2005
La Azərbaycan Kuboku 2004-2005 è stata la 13ª edizione della coppa nazionale azera, disputata tra il 20 ottobre 2004 (con gli incontri del turno preliminare) e il 28 maggio 2005 e conclusa con la vittoria del FK Baku, al suo primo titolo.

## Ottavi di finale
Gli incontri di andata si disputarono il 24 novembre mentre quelli di ritorno il 1º dicembre 2004.
| Squadra 1          | Totale | Squadra 2               | Andata | Ritorno |
| ------------------ | ------ | ----------------------- | ------ | ------- |
| Neftçi Baku        | 6 - 2  | Bakili Baku             | 3 - 2  | 3 - 0   |
| Qarabag Agdam      | 1 - 2  | Inter Baku              | 1 - 0  | 0 - 2   |
| MOIK Baku          | 1 - 1  | Göyäzän Qazax           | 0 - 0  | 1 - 1   |
| FK Karvan          | 4 - 5  | Xäzär Länkäran          | 1 - 1  | 1 - 1   |
| Safa Baku          | 1 - 5  | Gänclärbirliyi Sumqayit | 1 - 1  | 0 - 4   |
| FK MKT Araz Imisli | 2 - 2  | PFC Turan Tovuz         | 1 - 0  | 1 - 2   |
| FK Gäncä           | 4 - 4  | Karat Baku              | 2 - 3  | 2 - 1   |
| FK Samkir          | 1 - 3  | FK Baku                 | 0 - 0  | 1 - 3   |

## Quarti di finale
Gli incontri di andata si disputarono il 7 mentre quelli di ritorno il 15 marzo 2005.
| Squadra 1               | Totale | Squadra 2          | Andata | Ritorno |
| ----------------------- | ------ | ------------------ | ------ | ------- |
| Neftçi Baku             | 3 - 4  | Inter Baku         | 0 - 0  | 0 - 0   |
| Gänclärbirliyi Sumqayit | 1 - 3  | FK MKT Araz Imisli | 0 - 0  | 1 - 3   |
| Karat Baku              | 1 - 3  | FK Baku            | 1 - 2  | 0 - 1   |
| MOIK Baku               | 0 - 2  | Xäzär Länkäran     | 0 - 1  | 0 - 1   |

## Semifinali
Gli incontri di andata si disputarono il 16 mentre quelli di ritorno il 29 aprile 2005.
| Squadra 1          | Totale | Squadra 2      | Andata | Ritorno |
| ------------------ | ------ | -------------- | ------ | ------- |
| Inter Baku         | 3 - 2  | Xäzär Länkäran | 2 - 1  | 1 - 1   |
| FK MKT Araz Imisli | 1 - 2  | FK Baku        | 0 - 1  | 1 - 1   |

## Finale
La finale venne disputata il 28 maggio 2005 a Baku. Il FK Baku vinse ai tempi supplementari dopo che l'incontro terminò 1-1.
| Arbitro: | Fariz Yusifov |

|                        |           |                                    |
| Uladzimir Makouski 52’ | Marcatori | 5’ Leandro Gomes 114’ André Ladaga |